# Juovoja
Juovoja is een beek (oja betekent beek), die stroomt in de Zweedse  provincie Norrbottens län. De Juovoja is een van de bredere beken, die in dit gebied de Torne instroomt. De beek ontstaat als afwateringsstroom van een moerasgebied. Belangrijke "zijbeek" is de Vyönioja. De Juovoja is ongeveer  3 kilometer lang.